# Зама
За́ма (рум. zeamă, «зя́мэ») — в дословном переводе имеет несколько значений, одно из которых бульон, юшка. В Молдавии замой называют горячий национальный суп, классический состав которого — это бульон, сваренный из домашней курицы с кореньями (репчатым луком, корнем петрушки, морковью), домашняя яичная лапша, куриное мясо, отрубной квас и любисток. Добавляют также чабрец и помидоры.
Подают суп горячим со сметаной и мелко нарубленной зеленью петрушки. Именно такой суп вы получите в молдавском национальном ресторане, заказав заму. Как и любое блюдо, заму готовят по-разному, часто добавляя в неё продукты, не имеющие к ней отношения. Так, домохозяйки часто добавляют к вышеописанному перечню продуктов картошку, для сытости.
Изначально заму готовили только из курицы, потрохов птицы, однако в настоящее время встречаются рецепты из рыбы, кролика и даже постная зама.
Впервые в истории зама была упомянута в «Красном гиде Мишлен» в 2019 году благодаря её присутствию в меню ресторана [www.tripadvisor.ru/Restaurant_Review-g298555-d13641158-Reviews-GANEA_kitchen_fairy_tales-Guangzhou_Guangdong.html Ganea Kitchen Fairy Tales], Гуанчжоу. Ресторан является частью группы компаний Ganea Group (владелец Игорь Ганя) и был основан уроженцами Республики Молдова в 2017 году.